# Балкански дукат
Балкански дукат (лат. Lycaena candens) врста је из лептира из породице плаваца (лат. Lycaenidae).

## Опис врсте
Веома је сличан долинском дукату, па их је тешко разликовати по изгледу. Ипак, балкански дукат је нешто крупнији. Среће се на влажним и мочварним ливадама на већим надморским висинама. Распон крила износи 26-30 mm.

## Распрострањење и станиште
Живи само на појединим планинама југоисточне Европе.

## Биљке хранитељке
Основне биљке хранитељке су из рода (Rumex spp).